# می‌یلتس
می‌یلتس (به لاتین: Mielec، تلفظ لهستانی: [ˈmʲɛlɛt͡s]) یک منطقهٔ مسکونی در لهستان است که در شهرستان میلتس واقع شده‌است. می‌یلتس ۴۷٫۳۶ کیلومتر مربع مساحت و ۵۹٬۵۰۹ نفر جمعیت دارد.

## خواهرخوانده
شهرهای لونه، نوردراین-وستفالن، مورلیکس، موکاچفو و تیسافلدور خواهرخوانده‌های می‌یلتس هستند.